# Шалон, Альфред Эдвард
Альфре́д Э́двард Шало́н (англ. Alfred Edward Chalon; 15 февраля 1780, Женева — 3 октября 1860, Кенсингтон) — швейцарский художник-портретист. Жил в Лондоне, где был замечен королевой Викторией.

## Биография
Альфред Шалон родился в Женеве в семье потомков эмигрировавших из Франции гугенотов. В 1798 году семья Шалона переехала в Англию , где его отец стал профессором французского языка и французской изящной словесности в Королевском военном училище в Сандхерсте.
Наряду со своим братом Джоном Джеймсом Шалоном (англ. John James Chalon; 1778—1854) Альфред стал художником. Будучи принят в Королевскую академию художеств в 1797 году, он стал членом группы акварелистов под названием англ. Associated Artists in Water-Colours. В Королевской академии его выбрали членом-корреспондентом в 1812 году и академиком в 1816 году.
Шалон получил известность благодаря своим портретам представителей светского общества Лондона, и королева Виктория выбрала его, чтобы он написал её портрет, предназначенный в подарок матери, Виктории Саксен-Кобург-Заальфельдской. Виктория изображена художником в парадном одеянии, когда она отправляется в Палату лордов для своего первого официального публичного выступления — объявления перерыва в работе парламента — 17 июля 1837 года. После написания этой картины Шалон был удостоен звания придворного художника-портретиста в жанре акварели и стал в некотором роде знаменитым. Выполненный им портрет 1837 года был выгравирован Сэмюэлом Казинсом и раздавался публике в день коронации Виктории, 28 июня 1838 года.
Будучи холостяками, братья Шалоны жили вместе. Альфред скончался в 1860 году в Кэмпден-Хилл (Campden Hill), в Кенсингтоне. Похоронен на Хайгейтском кладбище в Лондоне.

## «Голова Шалона»
Начиная с 1851 года, в рисунке целого ряда почтовых марок британских колоний была использована «Голова Шалона», основанная на этом портрете королевы Виктории.